# Gelskov
 Ikke at forveksle med Geelskov.
Gelskov er en gammel sædegård, som første gang nævnes i 1440'erne. Gelskov er nu en avlsgård under Arreskov Gods. Gården ligger i Hillerslev Sogn, Sallinge Herred, Ringe Kommune. Hovedbygningen er opført i 1917 ved Viggo Dahl.
Gelskov er på 263 hektar.

## Ejere af Gelskov
- (1440-1475) Johan Rantzau
- (1475-1480) Sophie Johansdatter Rantzau gift Flemming
- (1480-1515) Anders Flemming
- (1515-1517) Tale Andersdatter Flemming gift Emmiksen
- (1517-1530) Emmike Emmiksen
- (1530) Magdalene Emmikesdatter Emmiksen gift Viffert
- (1530-1550) Albert Viffert
- (1550) Anne Emmikesdatter Emmiksen gift Kaas
- (1550-1570) Erik Kaas
- (1570-1584) Emmike Eriksen Kaas / Jørgen Eriksen Kaas
- (1584-1594) Hilleborg Hansdatter Lindenov gift Kaas
- (1594-1608) Jørgen Emmiksen Kaas
- (1608-1619) Jørgen Eriksen Kaas
- (1619-1620) Ellen Marsvin
- (1620-1622) Niels Gyldenstierne
- (1622-1626) Marqvard Bille
- (1626-1630) Mette Ahlefeldt
- (1630-1638) Anna Mogensdatter Krabbe gift Qvistzow / Lisbet Mogensdatter Krabbe gift Bille
- (1638-1647) Erik Qvistzow / Lisbet Mogensdatter Krabbe gift Bille / Rønnow Bille
- (1647) Margrethe Mogensdatter Pax gift Qvistzow / Rønnow Bille
- (1647-1648) Henrik Bille
- (1648) Mogens Henriksen Bille / Eiler Henriksen Bille
- (1648-1649) Margrethe Jørgensdatter Lunge gift (1) Bille (2) Skeel
- (1649-1651) Christen Skeel
- (1651-1656) Kirsten Munk
- (1656-1662) Kaj Lykke
- (1662-1664) Peder Hansen
- (1664-1667) Peder Børting
- (1667-1694) Adolph Hans Clausen von Holsten
- (1694-1698) Ide Rathlou gift von Holsten
- (1698-1713) Wulf Siegfried Hansen von Holsten
- (1713-1742) Ide Skeel gift von Holsten
- (1742-1772) Erik Skeel von Holsten
- (1772-1773) Berthe Kirstine Juel Reedtz gift (1) von Holsten (2) Schaffalitzky de Muckadell
- (1773-1797) Albrecht Christopher lensgreve Schaffalitzky de Muckadell
- (1797-1833) Erik Skeel lensgreve Schaffalitzky de Muckadell
- (1833-1858) Albrecht Christopher lensgreve Schaffalitzky de Muckadell
- (1858-1905) Erik Engelke lensgreve Schaffalitzky de Muckadell
- (1905-1939) Albrecht Christopher Carl Ludvig lensgreve Schaffalitzky de Muckadell
- (1939-1941) Albrecht Christopher Carl Ludvig lensgreve Schaffalitzky de Muckadells dødsbo
- (1941-1963) Erik Engelke lensgreve Schaffalitzky de Muckadell
- (1963-1980) Michael baron Schaffalitzky de Muckadell
- (1980-) Erik Engelke lensgreve Schaffalitzky de Muckadell / Jacob baron Schaffalitzky de Muckadell